# Băcăinți
Băcăinți – wieś w Rumunii, w okręgu Alba, w gminie Șibot. W 2011 roku liczyła 266 mieszkańców.